# 贝利·斯蒂尔
贝利·路易斯·斯蒂尔（1997年6月28日—）為美國男子籃球運動員，現效力於中国男子篮球职业联赛福建浔兴。

## 早年
斯蒂尔的生父穆尼卜·朱霍是波士尼亞人，曾效力北愛荷華大學籃球校隊，2014年夏天斯蒂尔前往波斯尼亚和黑塞哥维那，在波斯尼亚和黑塞哥维那待了17天，並與同父異母的兄弟所屬俱樂部練球。
斯蒂尔在諾沃克高中十年級加入籃球校隊前接觸的運動項目是棒球。斯蒂尔大學最初就讀得梅因地区社区学院，之後轉學到东密歇根大学，2017年再次轉學到犹他谷大学，2019年自犹他谷大学畢業後進入杜肯大学就讀。

## 職業生涯
2020年6月，斯蒂尔與什切青舊城斯波伊尼亞簽約。2021年7月，斯蒂尔與阿爾巴費赫瓦簽約。2021年12月，阿爾巴費赫瓦與斯蒂尔解除合約，斯蒂尔重返前東家什切青舊城斯波伊尼亞。
2022年6月，斯蒂尔與B3聯賽橫濱卓越簽約。斯蒂尔會前往日本打球是因為偶遇已在日本打球的乔丹·汉密尔顿。2022年12月，橫濱卓越與斯蒂尔解除合約。2023年1月，斯蒂尔與B1聯賽仙台89人簽下短約。2023年2月，斯蒂尔與仙台89人的合約到期後轉戰B3聯賽岩手大公牛。2023年3月，岩手大公牛與斯蒂尔解除合約。2023年7月，斯蒂尔與B3聯賽岐阜猛撲簽約。
2024年6月，斯蒂尔加入全国男子篮球联赛江西赣驰，例行賽場均表現為22.9分、11.8籃板、1助攻。2024年9月，斯蒂尔與中国男子篮球职业联赛福建浔兴簽約。11月5日，福建浔兴取消註冊斯蒂尔，斯蒂尔代表福建浔兴出賽九場，場均可挹注12.1分、6.2籃板。由於新外籍球員難找，福建浔兴重新引進斯蒂尔。11月28日，福建浔兴完成註冊斯蒂尔。2025年1月25日，福建浔兴取消註冊斯蒂尔，斯蒂尔場均可貢獻11.4分、5籃板。

## 外部連結
- 贝利·斯蒂尔在fiba.basketball（英语）
- 贝利·斯蒂尔在中国男子篮球职业联赛
- 贝利·斯蒂尔在B聯賽（日语）
- 贝利·斯蒂尔在Basketball-Reference.com（國際）（英语）
- 贝利·斯蒂尔在Sports-Reference.com（NCAA）（英语）
- 贝利·斯蒂尔在Eurobasket.com（球員）（英语）
- 贝利·斯蒂尔在Proballers（英语）
- 贝利·斯蒂尔在RealGM（英语）
- 贝利·斯蒂尔在中国篮球数据库
- 贝利·斯蒂尔在Flashscore（英语）